# Unione Democratica del Camerun
L'Unione Democratica del Camerun (in francese: Union démocratique du Cameroun - UDC) è un partito politico camerunese di orientamento progressista fondato nel 1991 da Adamou Ndam Njoya.

## Risultati
| Elezione          | Seggi   |
| ----------------- | ------- |
| Parlamentari 1997 | 5 / 180 |
| Parlamentari 2002 | 5 / 180 |
| Parlamentari 2007 | 4 / 180 |
| Parlamentari 2013 | 4 / 180 |
| Parlamentari 2020 | 4 / 180 |

| Elezione           | Elezione | Candidato         | Voti   | %    | Esito         |
| ------------------ | -------- | ----------------- | ------ | ---- | ------------- |
| Presidenziali 2011 | I turno  | Adamou Ndam Njoya | 83.860 | 1,73 | ❌ Non eletto |
| Presidenziali 2018 | I turno  | Adamou Ndam Njoya | 61.220 | 1,73 | ❌ Non eletto |